# Mars (żeglarstwo)

1. Kolumna masztu
2. Stenga
3. Bramstenga
4. Wanty z wyblinkami
5. Stenwanty
6. Bramstenwanty

Mars – termin oznaczający ogólnie drugie piętro takielunku na statkach żaglowych. Obejmuje przede wszystkim stengi (dokładnie marsstengi, chociaż termin ten praktycznie nie jest używany), reje zawieszone na stendze, czyli marsreje oraz żagle tych rei, czyli marsle.
Konkretnie marsem nazywa się miejsce połączenia kolumny masztu ze stengą i platformę znajdującą się w tym miejscu, do której mocowane są stenwanty. W nowszych konstrukcjach zarówno to miejsce, jak i rozpórka, która jest pozostałością platformy, zazwyczaj nazywane są salingami.
Na okrętach od połowy XIX wieku do początku XX wieku na platformach marsów montowano lekkie działka (do 37 mm) i broń maszynową (tzw. marsy bojowe).